# Asociación de industrias técnicas del audiovisual español
L' Asociación de industrias técnicas del audiovisual español (AITE) és una associació professional espanyola sense ànim de lucre que agrupa les empreses vinculades al procés tècnic de creació o realització d'una obra o producció audiovisual o sonora per a cinema, vídeo i multimèdia. La seva seu és a Madrid
AITE s'estructura en tres grans grups d'activitat que componen els pilars de la indústria tècnica audiovisual:
- Empreses de fabricació, que aporten al sector els béns de fabricació pròpia o de representació exclusiva utilitzats com a material o eines del procés tècnic audiovisual.[3]

- Indústries de procés tècnic, que aporten al sector les solucions tècniques audiovisuals fruit de la utilització i transformació dels béns, i amb el saber fer i la creativitat dels professionals.

- Entitats de formació, que aporten al sector el coneixement i mètode per a la formació dels professionals de la indústria tècnica audiovisual.